# Megidžima
Megidžima (japonsky 女木島) je japonský ostrov nacházející se ve Vnitřním moři, ca 4 km od města Takamacu v prefektuře Kagawa.
Ostrov proslavila legenda o Momotarovi neboli „broskvovém chlapci“, který přišel na ostrov bojovat se zlobry Oni obývající místní jeskyni.
Megidžima je nejvíce navštěvována během léta, kdy turisty vedle legendy o Momotarovi přitahuje i místní pláž, která byla zařazena mezi 100 nejlepších pláží Japonska. Z architektonického hlediska jsou zajímavé vysoké kamenné zdi, které chrání místní domy před silnými zimními větry. Tyto zdi jsou mnohdy vyšší, než střechy domů, což vytváří místní unikátní vesnickou scenérii.

## Jeskyně
Nedaleko jednoho z vrcholů na ostrově se nachází jeskyně Onigašima, která byla (znovu) objevena počátkem 20. století. Jedná se o uměle vytvořenou/rozšířenou jeskyni, která má na délku 400 m a plochu asi 4000 m2. Její původ je neznámý ale výzkumníci se domnívají, že mohla být vytěžena jako zdroj kamene a/nebo používána jako bašta pirátů, kteří ji používali ve středověku, když ovládali okolní moře.
Krátce po zpřístupnění pro turisty získala jeskyně na popularitě ve spojitosti s legendou o Momotarovi, který se rozhodl bojovat s japonskými zlobry a démony zvanými Oni. Pro tento boj se rozhodl navštívit právě jeskyni na ostrově Megidžima. Pro návštěvníky je tak prohlídka jeskyně ozvláštněna o sochy a plastiky různých zlobrů a démonů, kteří v jeskyni po vzoru pirátů ukrývají poklad.
Megidžima je někdy také nazývána Onigašima, tj. „ostrov zlobrů Oni“. Tuto přezdívku však získala až se zpřístupněním jeskyně pro nalákání turistů.

## Umělecká díla
Ostrov Megidžima se každé tři roky (od roku 2010) účastní uměleckého trienále Art Setouchi, které se odehrává na několika ostrovech Vnitřního moře. Některá umělecká díla se posléze stávají objekty ve veřejném prostoru a lze na ně narazit i při toulkách po ostrově.
Na Megidžimě se také nachází replika sochy Moai. Ta byla původně postavena pro výzkumné účely zahrnující restaurátorský projekt na Velikonočním ostrově, ale po skončení projektu byla trvale nainstalována v místním přístavu.

## Doprava
Na ostrov je provozován pravidelný lodní spoj z přístavu Sunport v Takamacu. Cesta trajektem trvá ca 20 minut a po přistání na Megidžimě lze pokračovat na sousední ostrov Ogidžima. Jinak než lodí se na ostrov dostat nelze.
Přímo na ostrově jezdí autobus mezi přístavem a jeskyní Onigašima, případně je možné si zapůjčit kolo.

## Galerie

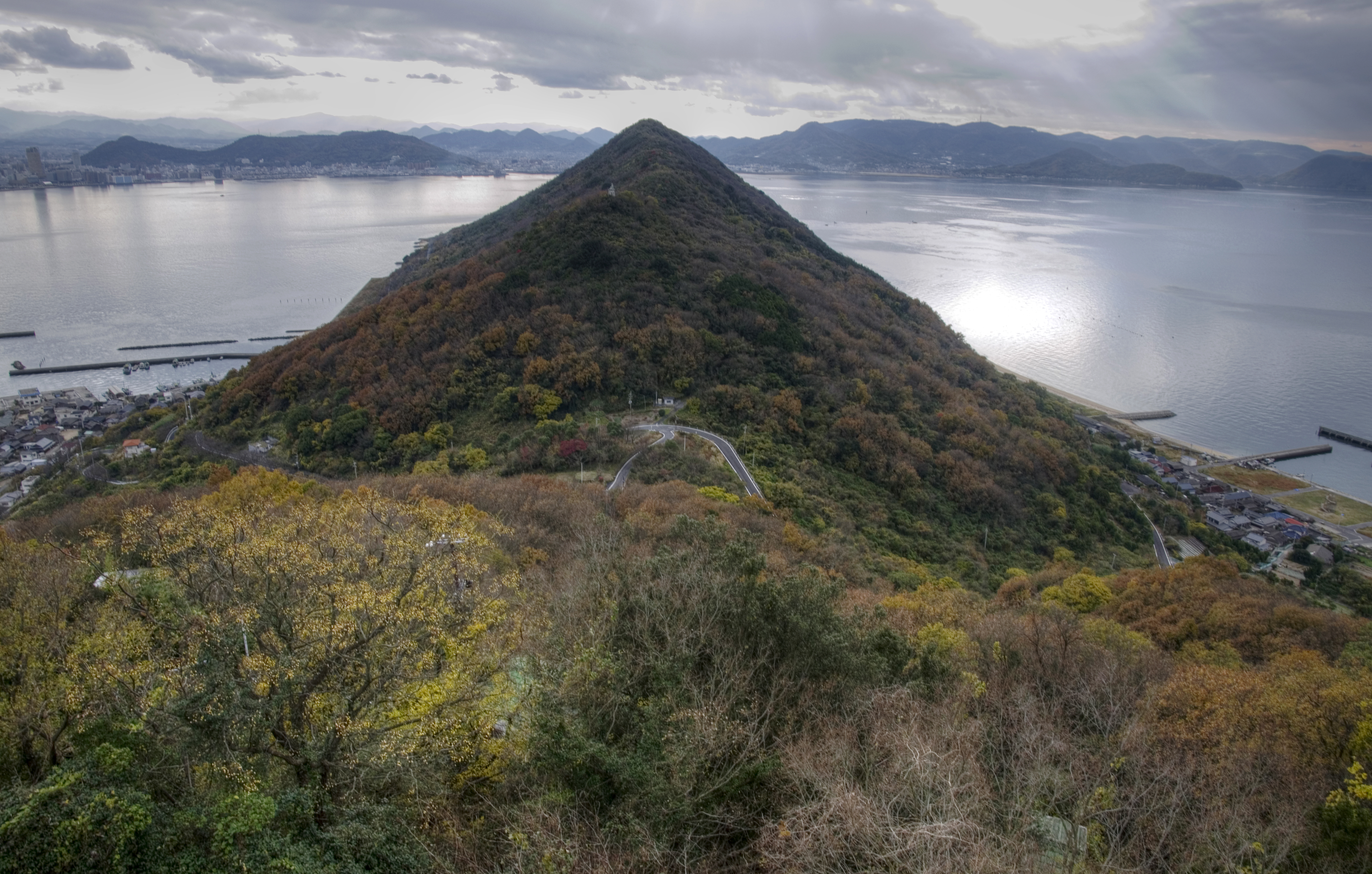
nejvyšší vrchol a přístav
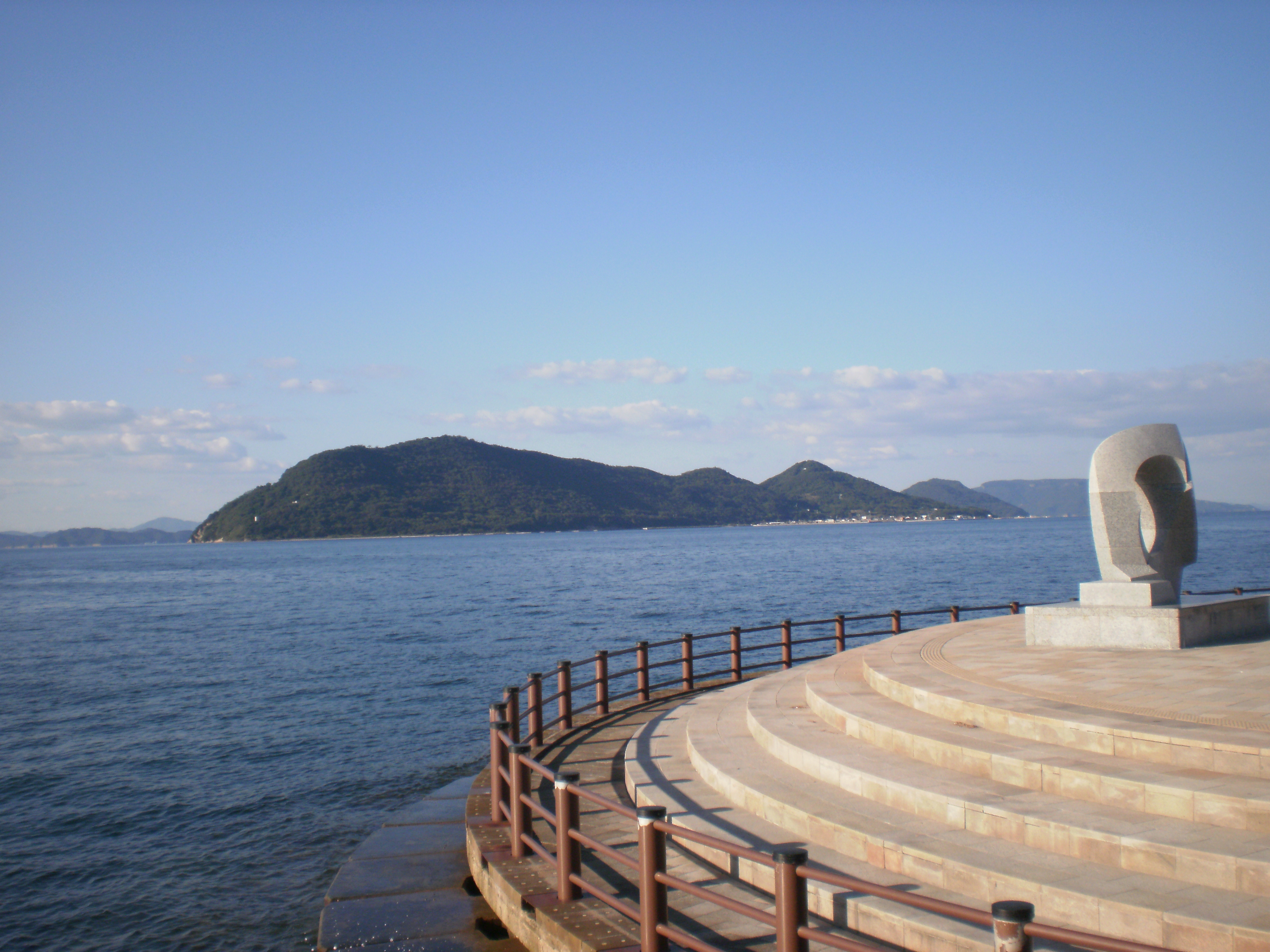
Megidžima pohledem z Takamacu
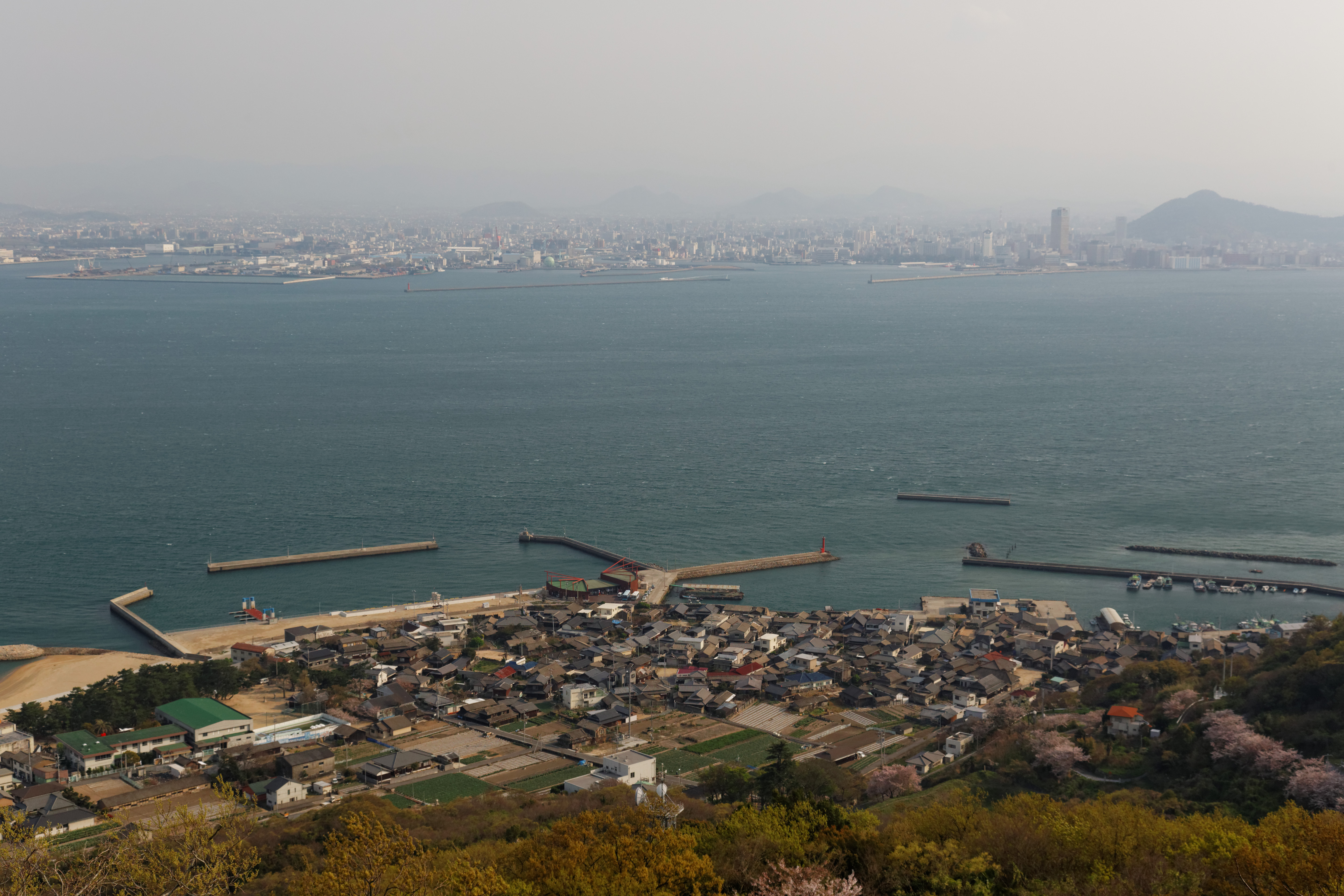
přístav na Megidžimě a Takamacu v pozadí
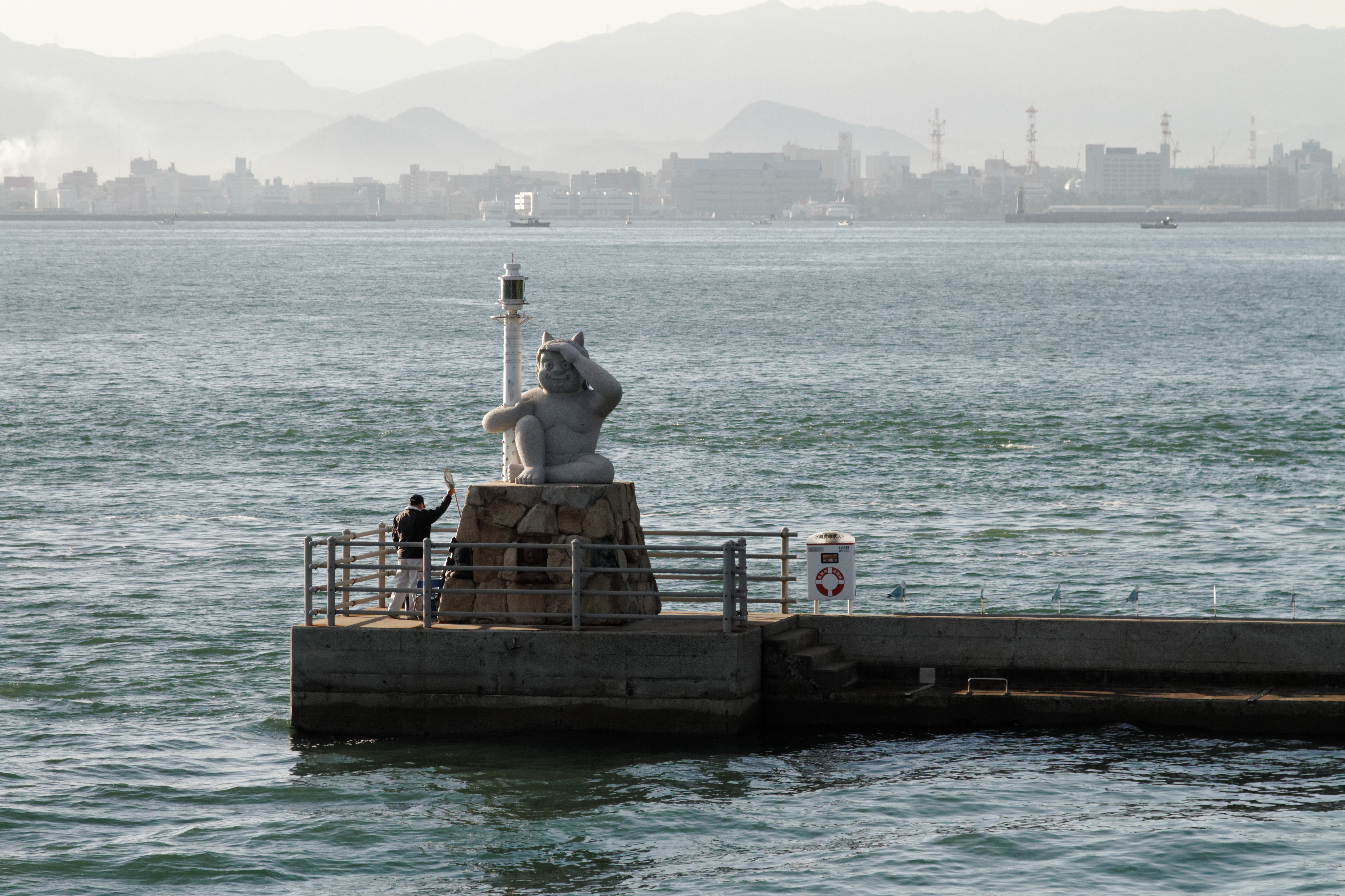
maják
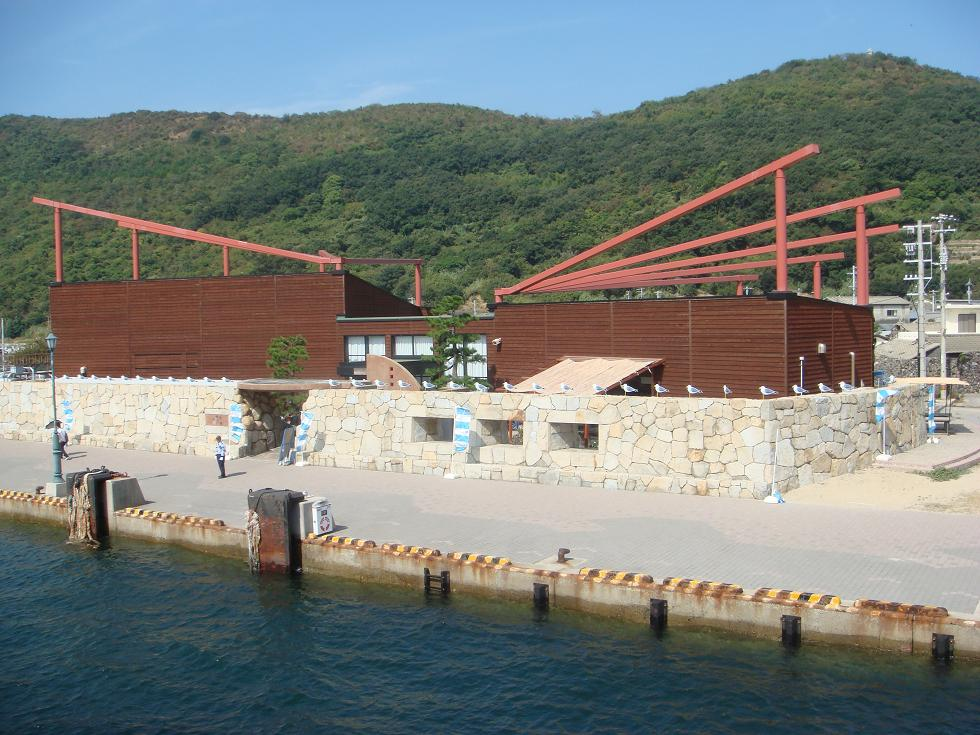
turistické informační středisko
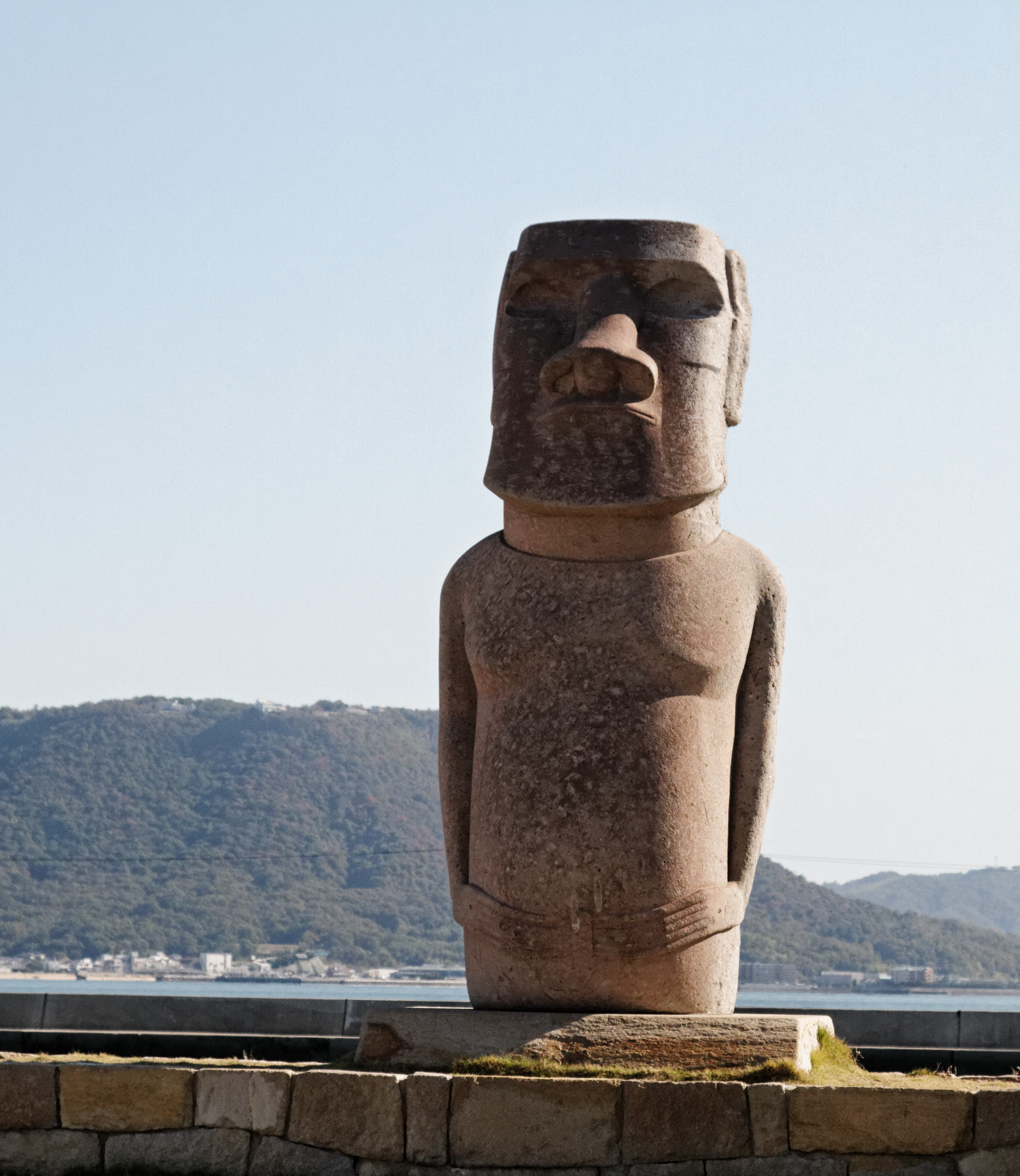
socha Moai na Megidžimě
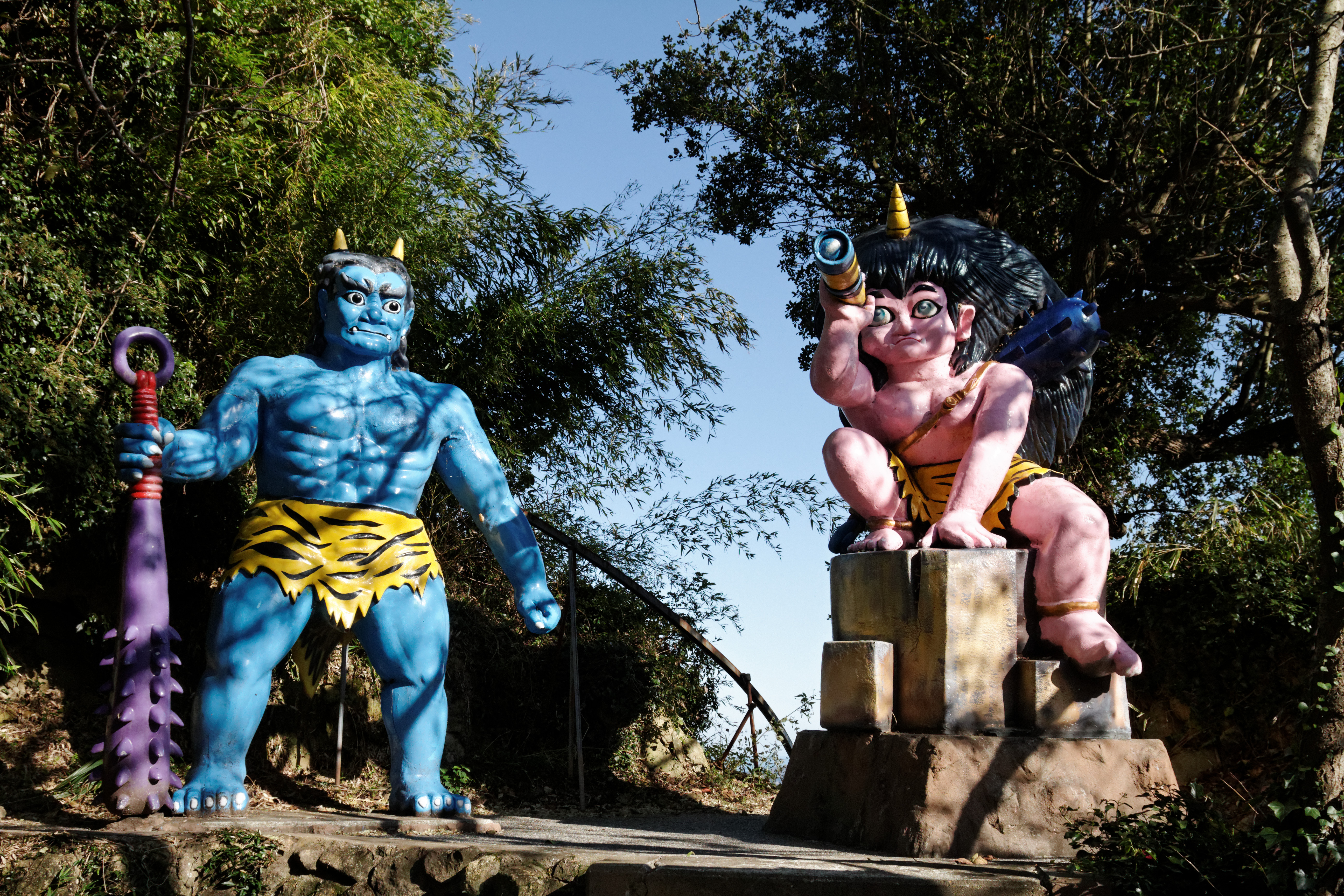
zlobři a Oni
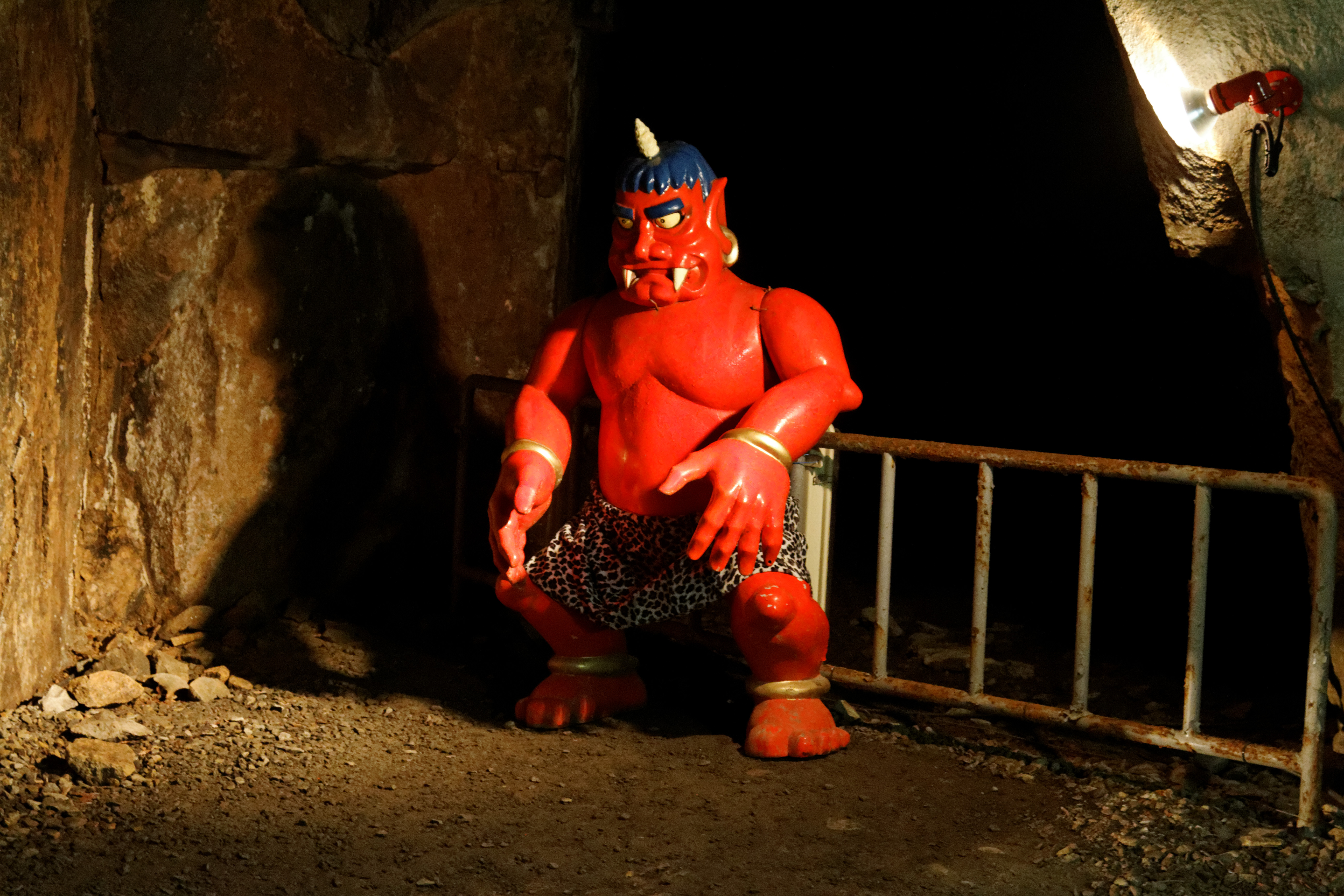
zlobr v jeskyni
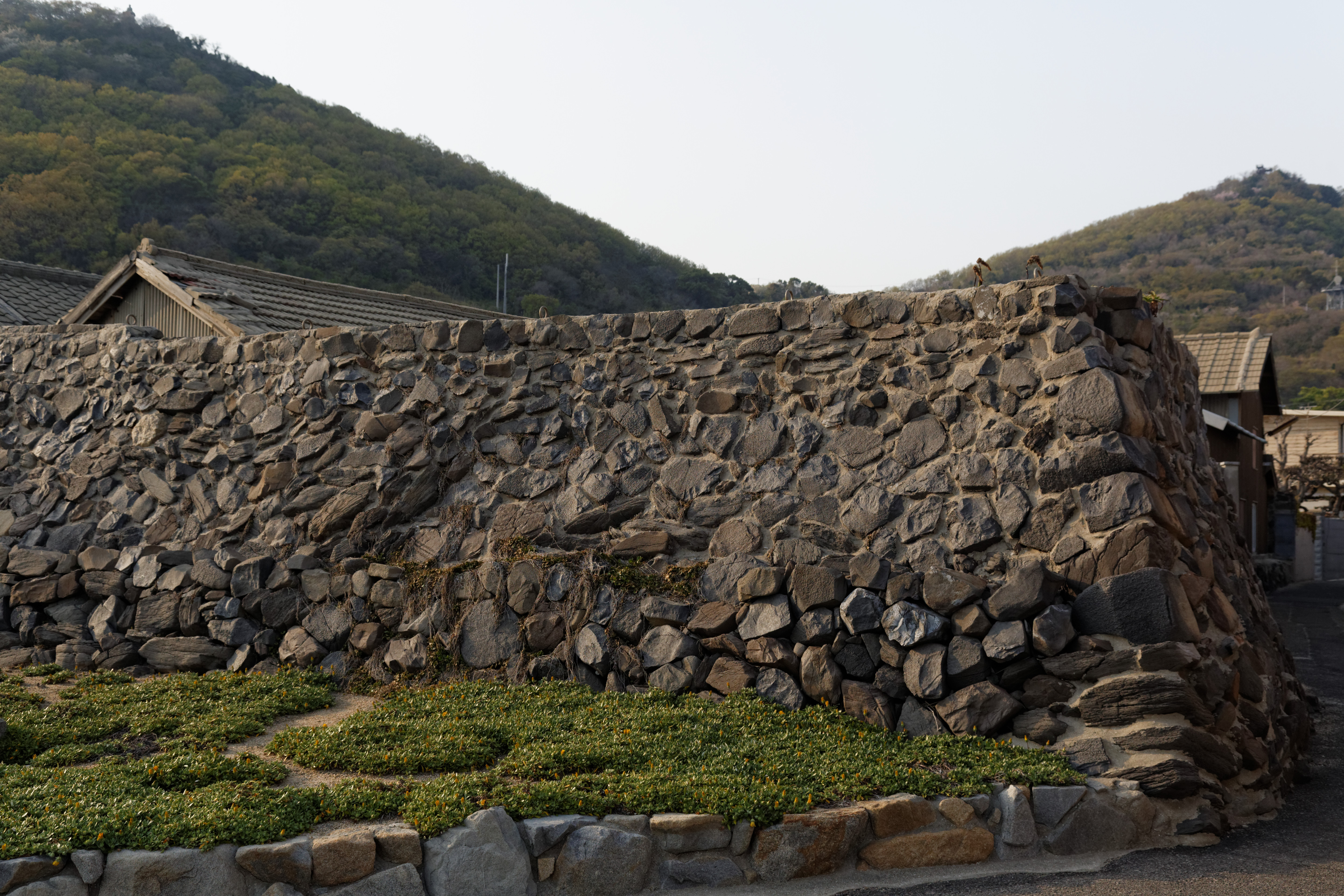
ochranné zdi před větry
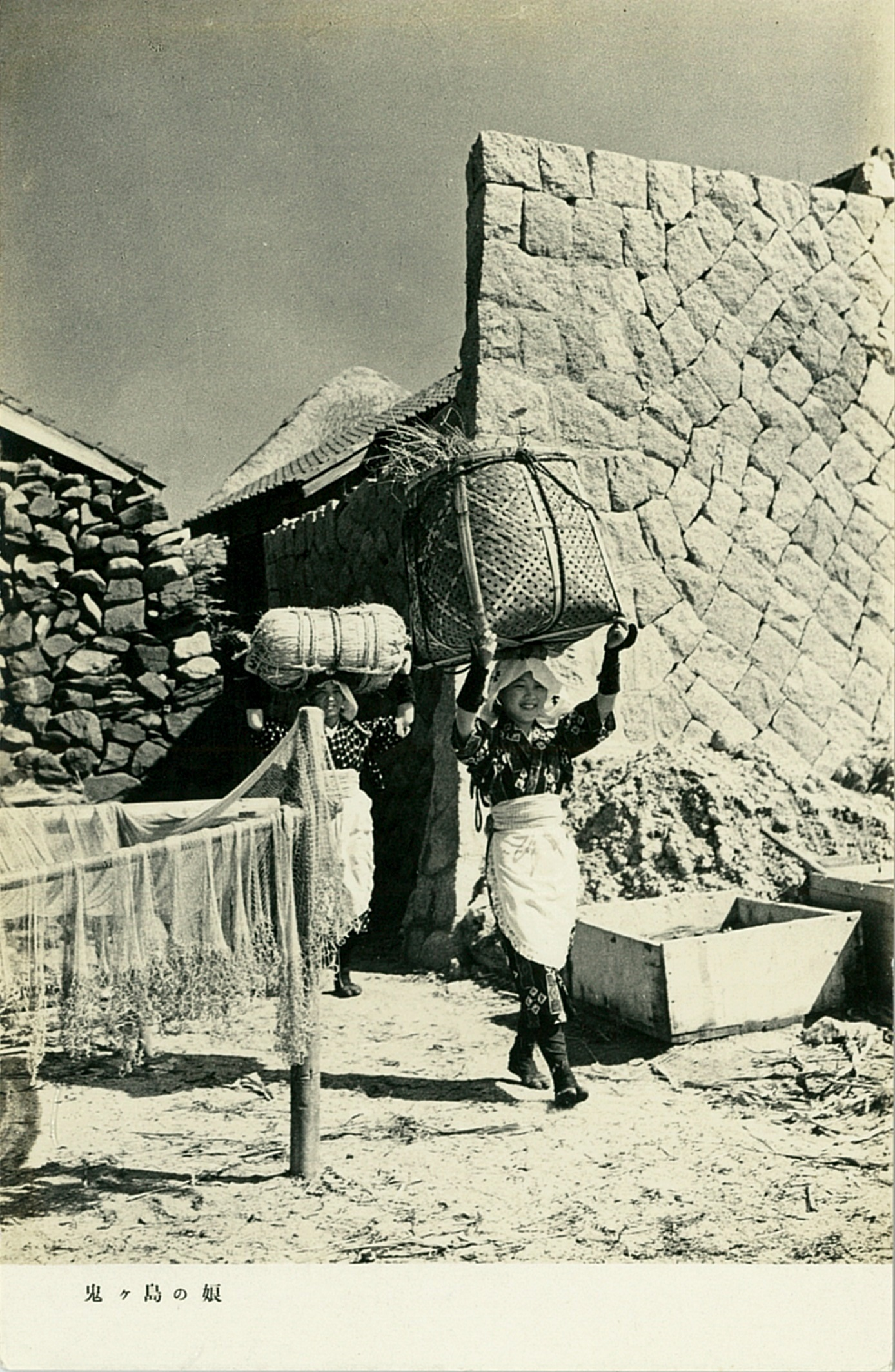
ženy z Megidžimy před 2. světovou válkou